# Nadya Nabakova
Nadya Nabakova (Pensilvania; 1 de diciembre de 1992) es una actriz pornográfica, camgirl y modelo erótica estadounidense.

## Biografía
Nadya Nabakova, nombre artístico, nació y se crio en el estado de Pensilvania, en una familia emigrante de Rusia. Vivió en Texas antes de trasladarse a Portland (Oregón), donde trabajó para una agencia gubernamental en un departamento de servicios humanos que se dedicaba al cuidado de ancianos y personas con discapacidad, ayudándoles con sus cuidados básicos.
Harta de su trabajo comenzó a experimentar a través de Camming la posibilidad de ser una modelo de cámara web, negocio en el que se mantuvo durante un tiempo hasta que fue descubierta por la agencia LA Direct Models, con la que debutó como actriz pornográfica en 2017, a los 25 años.
Debutó en una escena para el portal web Babe de temática fetichista con el actor Ryan McLane.
Como actriz, ha grabado para productoras como Girlfriends Films, Brazzers, Bangbros, Blacked, Zero Tolerance, 3rd Degree, Deeper, Vixen, Kelly Madison Networks, Naughty America, Devil's Film o Kink.com, entre otras.
Fuera de la industria, en los días sin rodajes, Nadia trabaja y colabora activamente con el rescate de los animales, habiendo dirigido incluso un estudio sobre leucemia felina.
Fue elegida Pet of the Month de la revista Penthouse en enero de 2020.
Ha aparecido en más de 390 películas como actriz.

## Premios y nominaciones
| Año  | Ceremonia                      | Resultado | Premio                                   | Trabajo                  |
| ---- | ------------------------------ | --------- | ---------------------------------------- | ------------------------ |
| 2020 | Premios AVN                    | Nominada  | Mejor escena de sexo con transexual      | Transsexual Mashup 3     |
| 2020 | Spank Bank Awards              | Nominada  | Best 'After' Hair                        | —                        |
| 2020 | Spank Bank Awards              | Nominada  | Buxom Beauty of the Year                 | —                        |
| 2020 | Spank Bank Awards              | Nominada  | Creampied Cutie of the Year              | —                        |
| 2020 | Spank Bank Awards              | Nominada  | Customs/Clips Specialist of the Year     | —                        |
| 2020 | Spank Bank Awards              | Nominada  | Most Voluptuous Vixen                    | —                        |
| 2020 | Spank Bank Technical Awards    | Ganadora  | Proof That Money                         | —                        |
| 2020 | Transgender Erotic Awards Show | Nominada  | Mejor artista femenina no transexual     | —                        |
| 2021 | Transgender Erotic Awards Show | Nominada  | Mejor escena chica-chica                 | TS Pussy Hunters         |
| 2022 | Premios XBIZ                   | Nominada  | Mejor escena de sexo en película lésbica | Lesbian House Hunters 20 |
| 2023 | Premios AVN                    | Nominada  | Mejor escena de sexo lésbico en grupo    | From Bad to Worse        |